# Detlef Schößler
Detlef Schößler (* 3. Oktober 1962 in Magdeburg) ist ein ehemaliger Fußballspieler und heutiger -trainer. In der DDR-Oberliga, der höchsten Spielklasse im DDR-Fußball, spielte er für den 1. FC Magdeburg und Dynamo Dresden. Für Dresden war der Verteidiger auch in der 1. Bundesliga aktiv. Nach seiner Spielerlaufbahn, in der Schößler auch in die DDR-A-Nationalelf gelangte, trainierte er im Männer- und Nachwuchsbereich im mitteldeutschen Raum und in der Lausitz.

## Sportliche Laufbahn

### Club- und Vereinsstationen
Im Herbst 1970 begann Schößler seine fußballerische Karriere beim 1. FC Magdeburg, wo Heinz Brauer sein erster Übungsleiter war. Für den FCM, dem Fußballschwerpunkt im Bezirk Magdeburg, spielte er 169-mal in der DDR-Oberliga, 25-mal im FDGB-Pokal und sechsmal im Europapokal. Im Sommer 1989 wechselte er zu Dynamo Dresden. Nach zwei Jahren im ostdeutschen Oberhaus für die Schwarz-Gelben, in denen Schößler 37 von 52 möglichen Punktspielen bestritt, konnten sich die Dresdner für die Bundesliga qualifizieren, in der Schößler innerhalb von vier Jahren zu 113 Bundesligaeinsätzen kam. Nach Matthias Maucksch ist er auf Rang 2 in der Rekordliste aller Dresdner Bundesligaspieler.
Als 32-Jähriger wechselte „Kurti“, so sein Spitzname in Anlehnung an seinen Vater, zum Zweitligisten VfB Leipzig. Für die Sachsen lief Schößler in 68-mal in der 2. Bundesliga auf. Seine Spielerlaufbahn beendete er beim SV 1919 Grimma im Jahre 2001.

### Auswahleinsätze
Im November 1980 debütierte der FCM-Verteidiger in der DDR-Juniorenauswahl. Beim 3:2-Sieg gegen die U-18 Rumäniens spielte er unter anderem an der Seite seiner Magdeburger Teamkollegen Jens Pahlke und Frank Lieberam in Tangerhütte. In der Nachwuchsauswahl des DFV wurde er in 24 Länderspielen aufgeboten.

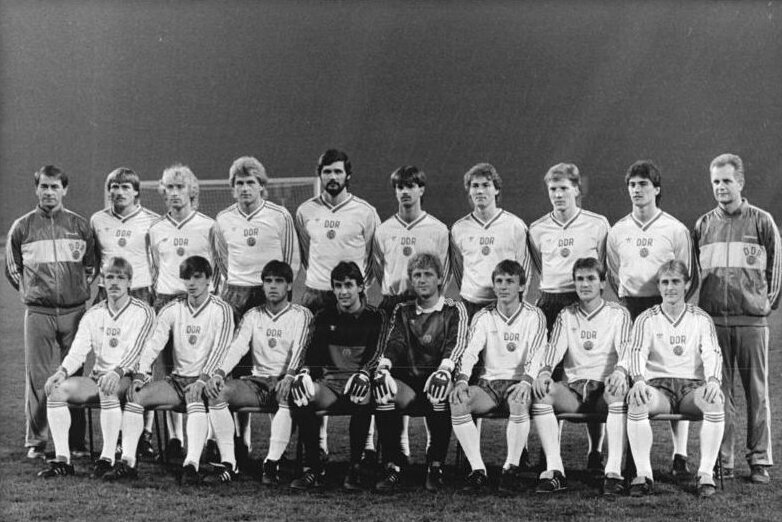
Detlef Schößler (vordere Reihe, Erster von links) im Kreis der DDR-A-Nationalelf (1986)

Detlef Schößler, von den damaligen Auswahltrainern Bernd Stange und Harald Irmscher unter anderem als „zweikampfstark“ und „sehr antrittsschnell“ beschrieben, absolvierte ab Februar 1986 18 Einsätze in der DDR-A-Nationalelf. Für eine WM- oder EM-Endrunde konnte sich der Abwehrspieler, der im Spätsommer 1990 auch am letzten DDR-Länderspiel teilnahm, nicht qualifizieren.
Da erst sein 13. A-Länderspieleinsatz im Oktober 1988 im Rahmen der Qualifikation für das Turnier 1990 in Italien ein WM-Spiel war, blieb er in den Jahren zuvor für die ostdeutschen Olympiaauswahl einsatzberechtigt. In den Ausscheidungsspielen für Los Angeles 1984 und Seoul 1988 kam er insgesamt fünfmal zum Zuge.

## Trainerlaufbahn
In der Saison 2002/2003 wurde Schößler Trainer des Oberligisten VfB Leipzig, nachdem er zuvor die A-Jugend trainiert hatte. 2003/2004 betreute er den SV 1919 Grimma in derselben Liga. Während der Saison 2006/2007 war er Trainer beim Oberligisten Hallescher FC und damit Nachfolger seines ehemaligen Mannschaftskameraden René Müller, musste dort aber zum Ende der Saison seinen Stuhl räumen. Zur Saison 2008/09 wurde er beim FC Energie Cottbus 1. hauptamtlicher Trainer der A-Juniorenbundesligamannschaft der Lausitzer. Ab November 2010 leitete Schößler das Training der U-15 Regionalligamannschaft von RB Leipzig. Im Juli 2011 übernahm er die U-19 des Vereins, legte das Amt aus privaten und beruflichen Gründen jedoch bereits im September nieder. In der Saison 2017/18 war Schößler Trainer des sachsen-anhaltischen Verbandsligisten VfB IMO Merseburg.

## Berufliche Laufbahn
Anfang der 2020er-Jahre war der frühere Nationalspieler als Sportlehrer am Leipziger Sportgymnasium tätig.